# Pauline & Paulette (film)
Pauline & Paulette is een Belgische film uit 2001, geregisseerd door Lieven Debrauwer, met in de hoofdrollen Dora van der Groen (Pauline) en Ann Petersen (Paulette).
In 2014 bracht Judas TheaterProducties voor het eerst een musicalbewerking van de film.

## Verhaal
Pauline (Dora van der Groen) is een 66-jarige vrouw, met de geest van een 7-jarige. Ze woont in bij haar zus Martha (Julienne De Bruyn), die plots overlijdt. Pauline moet worden opgevangen door een van haar twee andere zussen. Maar wie? Paulette (Ann Petersen) baat een winkeltje met luxe-artikelen uit en is operazangeres bij de plaatselijke operette. Cécile (Rosemarie Bergmans) woont in hartje Brussel, samen met haar man Albert (Idwig Stéphane). Geen van beiden heeft echter zin om op Pauline te letten. Hierdoor reist Pauline van de ene plek naar de andere en maakt ze vele dingen mee.

## Rolverdeling
| Acteur             | Personage |
| ------------------ | --------- |
| Dora van der Groen | Pauline   |
| Ann Petersen       | Paulette  |
| Rosemarie Bergmans | Cécile    |
| Julienne De Bruyn  | Martha    |
| Idwig Stéphane     | Albert    |

## Prijzen

### Gewonnen
De film ontving enkele prijzen, waaronder onder andere:
- Plateauprijs 2001
  - Beste Belgische film
  - Beste Belgische regisseur (Lieven Debrauwer)
  - Beste Belgische actrice (Dora van der Groen)
  - Publieksprijs
- Onafhankelijk filmfestival van Gardanne 2001
  - Publieksprijs
- Internationaal filmfestival van Caïro (25ste editie)
  - Gouden Piramide voor beste film

### Nominaties
De film was ook genomineerd voor enkele prijzen, waaronder:
- Plateauprijs 2001: Beste Belgische actrice (Ann Petersen)

## Musicalbewerking
Op 28 januari 2014 ging de theaterbewerking van Judas TheaterProducties van Pauline en Paulette in première in het Fakkelteater van Antwerpen. De musical trok daarna op tournee door Vlaanderen. De regie was in handen van Frank Van Laecke, de muziek werd gecomponeerd door Dirk Brossé en het scenario en liedjesteksten waren van de hand van Allard Blom.

## Rolverdeling musical[4]
| Acteur               | Personage |
| -------------------- | --------- |
| Erna Palsterman      | Pauline   |
| Liliane Dorekens     | Paulette  |
| Marilou Mermans      | Cécile    |
| An Vanderstighelen   | Martha    |
| Charline Catrysse    | Ensemble  |
| Dirk Van Vaerenbergh | Ensemble  |